# Mewkledreamy
Mewkledreamy (ミュークルドリーミー?, Myūkurudorīmī) è un media franchise giapponese prodotto da Sanrio. Consiste in una linea di giocattoli disegnata da Mayumi Yanagita e lanciata nel 2017 e in una serie televisiva anime di due stagioni prodotte da J.C.Staff e andate in onda su TV Tokyo dal 5 aprile 2020 al 4 aprile 2021 la prima, e dall'11 aprile 2021 al 27 marzo 2022 la seconda con il titolo Mewkledreamy Mix! (ミュークルドリーミー みっくす！?, Myūkurudorīmī Mikkusu!).

## Trama

### Prima stagione
Yume Hinata è un'allegra studentessa delle scuole medie che ha raccolto per caso Mew, un peluche gatto parlante caduto dal cielo. Diventando "Dreamy Partner", Mew riesce con il potere del "Yume Synchro" a entrare nei sogni assieme a Yume. La regina del regno Miracle Dreamy appare nel sogno di Yume e le dice che, se lei e Mew collezionano molte Dreamy Stone, potrà esaudire un suo desiderio. Da allora, Yume inizia a collezionare le pietre del sogno con Mew, senza trascurare la scuola e gli amici.

### Seconda stagione
Grazie al Mewkle Compass e alla Mewkle Star, Yume e Mew sono delle "Dreamy Partner" che riescono ad entrare nei sogni delle persone grazie al potere della "Yume Synchro". Un giorno, il peluche gatto neonato Chia cade dal cielo e Yume e Mew dovranno ora prendersi cura di lei. Nuovi nemici e un misterioso ragazzo affiancano il dispettoso Yuni, tornato con nuovi poteri oscuri. La chiave per risolvere i problemi sarà usare il Mewkle Rainbow e il potere che viene dal cuore di tutti.

## Personaggi

### Protagonisti

#### Dreamy Mate
Mew (みゅー?, Myū)
Doppiata da: Aki Toyosaki (ed. giapponese)
Peluche gatto di colore violetto, protagonista. È dolce e buona, e ha paura dei cani. Il suo compleanno è il 2 settembre e finisce le frasi con l'intercalare "~mya". Possiede il potere del Yume Synchro, un'abilità con cui può entrare nel sogno di qualcuno. Caduta dal cielo, viene raccolta da Yume, la quale diventa la sua "Dream Partner".
Peko (ぺこ?, Peko)
Doppiato da: Yurika Kubo (ed. giapponese)
Peluche gatto di colore giallo, il suo compleanno è il 3 dicembre. Ama mangiare e far ridere gli altri. È il partner di Maira e, come lei, parla il dialetto del Kansai.
Suu (すう?, Sū)
Doppiata da: Hisako Kanemoto (ed. giapponese)
Peluche gatto di colore celeste, compie gli anni il 25 gennaio. È la partner di Kotoko ed è intelligente e gentile. I suoi occhiali le permettono di individuare la presenza di un Black Schema nelle persone e di visionare gli eventi passati.
Nene (ねね?, Nene)
Doppiata da: Marika Kōno (ed. giapponese)
Peluche gatto di colore rosa, il suo compleanno è il 29 marzo. È la partner di Tokiwa. È vivace, gentile, le piace prendersi cura degli altri e ama i fiori. È capace di interpretare i sogni delle persone, ed eccelle negli sport e nel canto.
Rei (れい?, Rei)
Doppiato da: Mutsumi Tamura (ed. giapponese)
Peluche gatto di colore bianco, è il partner di Asahi. Il suo nome completo è "Rei de Richard" ed è solito riferirsi a sé stesso come "il principe della famiglia reale del paese dell'amore". Come Mew, riesce ad entrare nei sogni delle persone grazie al potere della Yume Synchro. È solito inserire parole in francese nei suoi discorsi.
Chia (ちあ?, Chia)
Doppiata da: Kana Ichinose (ed. giapponese)
Peluche gatto neonato, compare per la prima volta nella seconda serie. È energica, viziata e ama le coccole. Le piace far sorridere le persone.
Yuni (ゆに?, Yuni)
Doppiato da: Rie Kugimiya (ed. giapponese)
Peluche gatto di colore nero, il suo compleanno è il 30 maggio. Adora i dispetti, ma è piuttosto goffo. È rivale di Mew e gli altri. Tiene molto a Tsugi e Hagi e finisce le sue frasi con l'intercalare "~nyui". È stato creato dalla regina degli incubi e mandato sulla Terra, ma non ha mai trovato il suo partner. Dall'episodio 24 diventa il compagno di Haruhito mentre nella seconda stagione farà coppia con Akihito.
Tsugi (つぎ?, Tsugi)
Doppiata da: Misaki Kuno (ed. giapponese)
Peluche gatto creata da Yuni, compie gli anni l'8 febbraio. Le piace molto Yuni e finisce le sue frasi con l'intercalare "~tsugi".
Hagi (はぎ?, Hagi)
Doppiato da: Natsumi Fujiwara (ed. giapponese)
Peluche gatto creato da Yuni, compie gli anni l'8 febbraio. Gli piace molto Yuni e finisce le sue frasi con l'intercalare "~hagi".

#### Umani
Yume Hinata (日向 ゆめ?, Hinata Yume)
Doppiata da: Natsumi Murakami (ed. giapponese)
Protagonista della serie. È una studentessa al primo anno delle scuole medie, allegra ed energica. È nata il 16 agosto. Entra nel club di cheerleading. Ha un cane di nome Q-chan e non le piacciono i pomodori. Diventa la Dreamy Partner di Mew dopo che quest'ultima cade dal cielo e lei la raccoglie, iniziando a collezionare Dreamy Stone insieme.
Maira Tsukishima (月島 まいら?, Tsukishima Maira)
Doppiata da: Ayasa Itō (ed. giapponese)
Studentessa al primo anno delle scuole medie, compagna di classe di Yume e partner di Peko. È nata il 18 ottobre a Kyoto e parla il dialetto del Kansai. Attualmente Maira vive con suo padre, in quanto sua madre è morta quando lei era piccola. Fa la modella per una famosa rivista di moda. Ha una profonda conoscenza della moda, ma adora anche il genere comico e spera un giorno di diventare una commediante. Forma da sola un club scolastico per lo studio della recitazione comica e forma con Peko il duo comico "Dasshi♡Fun'nyuu".
Kotoko Imai (今井 ことこ?, Imai Kotoko)
Doppiata da: Eri Yukimura (ed. giapponese)
Studentessa al terzo anno delle scuole medie, è partner di Suu ed è nata il 12 marzo. I suoi voti sono i migliori tra quelli del suo anno ed è la presidentessa del club di informatica. È brava a prendersi cura degli altri e ha la passione di costruire piccoli robot. Spera in un futuro in cui umani e robot possano vivere pacificamente assieme. Il suo primo robot costruito interamente da sola è stato Kotokoto.
Tokiwa Anzai (安西 ときわ?, Anzai Tokiwa)
Doppiata da: Fairouz Ai (ed. giapponese)
Studentessa appena trasferitasi in città dalla prefettura di Yamanashi e al primo anno delle scuole medie. È partner di Nene ed è nata il 30 aprile. Ama suonare il pianoforte, possiede eccellenti capacità motorie, e le interessano la biologia e l'astronomia. Fa parte del club di coro e del club di cheerleading.
Asahi Minamikawa (南川 朝陽?, Minamikawa Asahi)
Doppiato da: Yūsuke Kobayashi (ed. giapponese)
Studente al primo anno delle scuole medie, compagno di classe nonché vicino di casa e amico d'infanzia di Yume. È nato il 15 novembre. È bravo negli sport ed entra nel club di tennis. È partner di Rei e nasconde una cotta per Yume.
Haruhito Sugiyama (杉山 遼仁?, Sugiyama Haruhito)
Doppiato da: Yuuki Ogoe (ed. giapponese)
Studente al terzo anno delle scuole medie. È il presidente del club maschile di tennis e del consiglio studentesco. È nato il 15 novembre. È molto popolare a scuola, e Yume ha una cotta per lui. Akihito è suo fratello minore e, poiché è sempre stato più intelligente di lui, Haruhito si è sempre sentito inferiore. Diventa partner di Yuni, Tsugi e Hagi dopo che la regina degli incubi prende il controllo della sua mente e cercherà di fermare Yume e gli altri nella loro missione di purificare le Dreamy Stone rubandole. Alla fine della prima stagione rischierà di perdere la memoria dopo uno scontro con Yume e Mew, ma verrà salvato da Yuri.
Akihito Sugiyama (杉山 亮仁?, Sugiyama Akihito)
Doppiato da: Yukiyo Fujii (ed. giapponese)
È il fratello minore di Haruhito, diventa l'antagonista della seconda serie. È un ragazzo prodigio con un QI di 250. È stato uno studente di un'università americana prestigiosa, nonostante sia appena dodicenne. All'inizio della seconda stagione inizia a frequentare la prima media presso la stessa scuola di Yume. Assieme a Yuni aiuta Akumu a diffondere i Black Abyss.

### Personaggi secondari
Yuri Sawamura (沢村 百合?, Sawamura Yuri)
Doppiata da: Kana Ichinose (ed. giapponese)
Studentessa al terzo anno delle scuole medie, in classe con Haruhito, suo amico d'infanzia. È la presidentessa del club di calligrafia e la vice del consiglio studentesco. All'inizio della seconda stagione si trasferisce ed inizia a frequentare il liceo a Londra.
Wakaba Midorino (緑野 わかば?, Midorino Wakaba)
Doppiata da: Yūki Hirose (ed. giapponese)
Studentessa al primo anno delle scuole medie, amica di Yume sin dalle elementari. Entra nel club di cheerleading insieme a Yume ed ha una cotta per Shohei.
Kaede Akana (赤名 かえで?, Akana Kaede)
Doppiata da: Ayumi Mano (ed. giapponese)
Studentessa al primo anno delle scuole medie, amica di Yume sin dalle elementari. Ama i pettegolezzi, le cose romantiche ed è un'esperta di gossip. Entra nel club di tennis. Sembra avere una cotta per il Professor Aoi.
Hana Shiraishi (白石 はな?, Shiraishi Hana)
Doppiata da: Yuka Nukui (ed. giapponese)
Studentessa al primo anno delle scuole medie, amica di Yume sin dalle elementari. Adora disegnare ed entra nel club d'arte. Il suo sogno è quello di diventare una famosa mangaka ma non è molto brava nello storytelling. Adotta un gatto di nome Kuro.
Shohei Kitada (北田 翔平?, Kitada Shōhei)
Doppiato da: Makoto Furukawa (ed. giapponese)
Studente al primo anno delle scuole medie, amico di Yume sin dalle elementari. È amico anche di Asahi e sembra essere in buoni rapporti con Wakaba.
Professor Aoi (青井先生?, Aoi-sensei)
Doppiato da: Kazuyuki Okitsu (ed. giapponese)
L'insegnante della classe di Yume.
Momiji Akana (赤名 もみじ?, Akana Momiji)
Doppiata da: Yō Taichi (ed. giapponese)
La sorella maggiore di Kaede. È la presidentessa del club femminile di tennis.
Misaki Konno (紺野 美咲?, Kon'no Misaki)
Doppiata da: M.A.O (ed. giapponese)
Presidentessa del club di cheerleading.
Yui Aida (藍田 結衣?, Aida Yui)
Doppiata da: Saya Tanaka (ed. giapponese)
Membro del club di cheerleading. Diventa la nuova presidentessa del club di cheerleading, rimpiazzando Misaki.
Yoshimi Oshio (押尾 好美?, Oshio Yoshimi)
Doppiata da: Mayu Mineda (ed. giapponese)
Presidentessa del fan club di Sugiyama.
Yoshio Maruyama (丸山 ヨシオ?, Maruyama Yoshio) & Suzuko Kakumoto (角本 スズ子?, Kakumoto Suzuko)
Doppiati da: Shōya Chiba e Maria Sawada (ed. giapponese)
Membri del consiglio studentesco. Suzuko diventerà il nuovo presidente degli studenti rimpiazzando Haruhito, mentre Yoshio diventerà il vice presidente degli studenti rimpiazzando Yuri.
Keigo Ozawa (小沢 圭吾?, Ozawa Keigo)
Doppiato da: Shōgo Sakata (ed. giapponese)
Membro del club di tennis. Diventa il nuovo presidente del club di tennis, rimpiazzando Haruhito.
Hasegawa (長谷川?, Hasegawa)
Doppiata da: Natsumi Kawaida (ed. giapponese)
Presidentessa del club di coro.
Morimura (森村?, Morimura)
Doppiata da: Manaka Iwami (ed. giapponese)
Studentessa al primo anno di scuola media e membro del club femminile di tennis. Ha una cotta per Asahi, ma non verrà ricambiata. In seguito entrerà a far parte del fan club di Sugiyama. All'inizio della seconda stagione diventa una compagna di classe di Yume.
Mika (ミカ?, Mika)
Doppiata da: Aya Yamane (ed. giapponese)
Studentessa al primo anno di scuola media e membro del club femminile di tennis. È un'amica stretta di Morimura e la incoraggia a confessare i suoi sentimenti ad Asahi. Anche lei, in seguito, entrerà a far parte del fan club di Sugiyama. All'inizio della seconda stagione diventa una compagna di classe di Yume.
Professoressa Suzanne (スザンヌ先生?, Suzan'nu-sensei)
Doppiata da: Shizuka Itō (ed. giapponese)
È la consulente del club di cheerleading. Il suo vero nome è "Suzuki".
Karin Yamabuki (山吹 華鈴?, Yamabuki Karin)
Doppiata da: Ikumi Hasegawa (ed. giapponese)
È la nuova presidentessa del club di cheerleading, rimpiazzando Momiji.
Kenji Oyamada (小山田 健二?, Oyamada Kenji)
Doppiato da: Taichi Kusano (ed. giapponese)
Membro del club di tennis e amico di Asahi.
Hitoe Takatsu (高津 一絵?, Takatsu Hitoe) & Futami Kusama (草間 二美?, Kusama Futami)
Doppiate da: Rui Tanabe e  Madoka Asahina (ed. giapponese)
Membri del club di arte.
Hiroko Hanabusa (花房 ひろこ?, Hanabusa Hiroko), Fumiko Amamiya (雨宮 ふみこ?, Amamiya Fumiko) & Mikako Hoshino (星野 みなこ?, Hoshino Mikako)
Doppiate da: Momo Ishibashi, Emiri Suyama e Makoto Koichi (ed. giapponese)
Studentesse al primo anno delle scuole medie e compagne di classe di Yume. Inizialmente sono invidiose di Maira ma successivamente diventeranno sue fan.
Erito Kurosawa (黒沢 衿人?, Kurosawa Erito)
Doppiato da: Aoi Ichikawa (ed. giapponese)
Studente al terzo anno delle scuole medie ed ex vice presidente del club di informatica. È freddo nei confronti di Kotoko, in quanto i robot della ragazza sono migliori dei suoi, ma in realtà nasconde una cotta per lei.
Suama Shiratama (白玉 すあま?, Shiratama Suama)
Doppiata da: Natsumi Kawaida (ed. giapponese)
Studentessa delle scuole medie e compagna di classe di Yume. I suoi genitori gestiscono un negozio di dolcetti tradizionali.

### Altri
Lucia (ルシア?, Rushia) / Regina del cielo (大空の上の女王さま?, Ōzora no ue no joō-sama)
Doppiata da: Kikuko Inoue (ed. giapponese)
La regina del regno Miracle Dreamy. Appare in sogno a Yume e le dice che potrà esaudire un suo desiderio se colleziona le Dreamy Stone assieme a Mew. È la sorella minore della Regina degli incubi/Lyra.
Fatine (妖精さん?, Yōsei-san)
Doppiate da: Saki Kobari, Misato Matsuoka, Yūri Yoshida, Himari Mochida, Reimi, Akari Tadano (ed. giapponese)
Delle piccole creature che abitano il regno di Miracle Dreamy, suddite della Regina del cielo. Seguendo gli ordini della sovrana creano pupazzi a forma di gatto come Mew.
Lyra (ライラ?, Raira) / Regina degli incubi (悪夢の女王様?, Akumu no joō-sama)
Doppiata da: Aya Hisakawa (ed. giapponese)
Antagonista della prima stagione e creatrice di Yuni, gli ordina di infettare il mondo degli umani con il Black Abyss. Riesce a controllare la mente di Haruhito e gli assegna Yuni come partner. Alla fine della prima stagione si riconcilia con la Regina del cielo/Lucia, sua sorella minore.
Akumu (アクムー?, Akumū)
Doppiata da: Mikako Takahashi (ed. giapponese)
È l'antagonista principale della seconda stagione, viene aiutata da Yuni e Akihito a diffondere i Black Abyss sulla Terra.
Haruna Hinata (日向 はるな?, Hinata Haruna)
Doppiata da: Yuka Terasaki (ed. giapponese)
La madre di Yume, fa la responsabile di sezione in un'azienda.
Papà di Yume (ゆめパパ?, Yume papa)
Doppiato da: Eiji Takemoto (ed. giapponese)
Q-chan (きゅうちゃん?, Kyū-chan)
Doppiato da: Asuna Tomari (ed. giapponese)
È il cagnolino domestico della famiglia Hinata. È stato adottato da Yume quando era un cucciolo ed è molto legato a lei. Nell'episodio 9, dopo che Yume lo nota più malinconico del solito, decide di entrare nei suoi sogni, dove vive come cane antropomorfo a casa della famiglia Hinata; si scopre in seguito che in realtà vorrebbe avvicinarsi di più a Mew, che ha paura di lui. Il suo nome deriva dagli insoliti latrati che produceva da piccolo.
Nana Gotou (後藤 なな?, Gotō Nana)
Doppiata da: Konomi Kohara (ed. giapponese)
È la cugina di Yume da parte di madre e ha quattro anni. Ama giocare, soprattutto con Yume, ed è molto affezionata alla sua mamma. Ha una sorella neonata.
Mamma di Asahi (朝陽ママ?, Asahi mama)
Doppiata da: Sayaka Ōhara (ed. giapponese)
Papà di Asahi (朝陽パパ?, Asahi papa)
Doppiato da: Kenji Hamada (ed. giapponese)
Kanta Anzai (安西 寛太?, Anzai Kanta) & Kenta Anzai (安西 健太?, Anzai Kenta)
Doppiati da: Kotomi Aihara e Arisa Sekine (ed. giapponese)
Fratelli gemelli minori di Tokiwa.
Ritsu Imai (今井 律?, Imai Ritsu)
Doppiato da: Atsushi Tamaru (ed. giapponese)
È il fratello maggiore di Kotoko. Studia in un'università americana assieme ad Akihito.
Himeka Amoto (阿本 姬香?, Amoto Himeka)
Doppiata da: Sayumi Suzushiro (ed. giapponese)
È figlia dei proprietari della fattoria APON e una grande fan di Maira, nonostante si senta inferiore a lei quando verrà a visitare la fattoria.
Ai (亜衣?) & Yuuki (勇気?)
Doppiati da: Hitomi Ōwada e Mariko Higashiuchi (ed. giapponese)
Figli dei proprietari della Pasticceria Ichigo, hanno frequentato la stessa scuola elementare di Yume. I loro genitori lavorano a tempo pieno e per questo si sentono entrambi trascurati.
Naomi (ナオミ?)
Doppiata da: Ryouko Maekawa (ed. giapponese)
È un'amica di Maira e come lei fa la modella.

## Terminologia
Yume Synchro (ユメシンクロ?, Yumeshinkuro)
È l'abilità di Mew di entrare nel sogno di una persona.
Dreamy Partner (ドリームパートナー?, Dorīmu Pātonā)
È la collaborazione tra un peluche gatto e un umano. Unendo i loro cuori, può avvenire la Yume Synchro.
Dreamy Stone (ドリーミーストーン?, Dorīmī Sutōn)
Sono delle pietre speciali che appaiono ogni qualvolta il Black Schema viene cancellato e un nuovo sogno nasce nella mente umana.
Dreamy Compact (ドリーミーコンパクト?, Dorīmī Konpakuto)
È l'oggetto utilizzato da Yume per entrare nel sogno di qualcuno.
Mewkle Key (ミュークルキー?, Myūkuru Kī)
È la chiave che appare dall'orecchio di Mew e serve per aprire il Dreamy Compact di Yume.
Mewkle Compass (ミュークルコンパス?, Myūkuru Konpasu)
È l'oggetto a forma di bussola utilizzato da Yume per entrare nel sogno di qualcuno utilizzato a partire dalla seconda stagione.
Mewkle Star (ミュークルスター?, Myūkuru Sutā)
Sono delle spille a forma di stella indossate a partire dalla seconda stagione dai Dreamy Mate per poter entrare nei sogni delle persone.
Mewkle Stick (ミュークルステッキ?, Myūkuru Sutekki)
È una bacchetta magica in grado di rimuovere i Black Abyss nei sogni.
Mewkle Rainbow (ミュークルレインボウ?, Myūkuru Reinbou)
È una bacchetta magica a forma di arco in grado di rimuovere i Black Abyss nei sogni. Compare per la prima volta alla fine della prima serie e diventa la nuova arma potenziata di Yume durante la seconda.
Dreamy Box (ドリーミーボックス?, Dorīmī Bokkusu)
È il portagioie nel quale vengono raccolte le Dreamy Stone. Una volta riempito, la regina di Miracle Dreamy potrà esaudire la richiesta di un desiderio.
Black Schema (ブラックスキーマ?, Burakku Sukīma)
È uno schema della mente oscura, nato da emozioni negative.
Black Abyss (ブラックアビス?, Burakku Abisu)
Sono pietre nere che riempiono il Black Schema.
Regno Miracle Dreamy (ミラクルドリーミー王国?, Mirakuru Dorīmī Ōkoku)
Il regno dal quale provengono Mew e gli altri. Si trova al di sopra del cielo.

## Anime

### Episodi
| Nº                            | Titolo italiano (traduzione letterale) Giapponese 「Kanji」 - Rōmaji                                                                                     | In onda           | In onda |
| Nº                            | Titolo italiano (traduzione letterale) Giapponese 「Kanji」 - Rōmaji                                                                                     | Giapponese        |         |
| Prima stagione (48 episodi)   | |                   |         |
| 1                             | La storia dell'inizio 「はじまりのストーリー」 - Hajimari no sutōrī                                                                                      | 5 aprile 2020     |         |
| 2                             | Club di prova unendosi con la Yume Synchro 「ユメシンクロで仮入部」 - Yumeshinkuro de kari nyūbu                                                         | 12 aprile 2020    |         |
| 3                             | Entriamo nel sogno del senpai 「先輩の夢に入っちゃお」 - Senpai no yume ni haitchao                                                                      | 19 aprile 2020    |         |
| 4                             | Un'altra Dreamy Mate? 「もう一人のドリーミーメイト？」 - Mō hitori no Dorīmī Meito?                                                                      | 26 aprile 2020    |         |
| 5                             | Kotoko e Kotokoto 「ことことコトコト」 - Kotoko to Kotokoto                                                                                              | 31 maggio 2020    |         |
| 6                             | Il primo test intermedio 「はじめての中間テスト」 - Hajimete no chūkan tesuto                                                                            | 7 giugno 2020     |         |
| 7                             | Hooray! Hooray! Amico d'infanzia 「フレッ！フレッ！おさななじみ」 - Fure-! Fure-! Osananajimi                                                            | 14 giugno 2020    |         |
| 8                             | Un grande litigo durante l'uscita scolastica!? 「林間学校で大ゲンカ！？」 - Rinkan gakkō de dai genka!?                                                  | 21 giugno 2020    |         |
| 9                             | La malinconia di Q-chan 「きゅうちゃんのゆううつ」 - Kyū-chan no yūutsu                                                                                  | 28 giugno 2020    |         |
| 10                            | Piovigginosa insonne Yume 「雨ふりねぶそくゆめちゃん」 - Amefuri nebu soku Yume-chan                                                                     | 5 luglio 2020     |         |
| 11                            | Giochiamo con Nana 「ななちゃんとあそぼ」 - Nana-chan to asobo                                                                                           | 12 luglio 2020    |         |
| 12                            | Lo troverò per primo-nyui 「オレっちが先に見つけるにゅい」 - Oretchi ga saki ni mitsukeru nyui                                                           | 19 luglio 2020    |         |
| 13                            | La studentessa trasferitasi Tokiwa 「転校生ときわちゃん」 - Tenkōsei Tokiwa-chan                                                                         | 26 luglio 2020    |         |
| 14                            | La grande battaglia per Tokiwa 「ときわちゃん大争奪」 - Tokiwa-chan dai sōdatsu                                                                          | 2 agosto 2020     |         |
| 15                            | Batticuore al festival dei fuochi d'artificio 「ドキドキ花火大会」 - Dokidoki hanabi taikai                                                              | 9 agosto 2020     |         |
| 16                            | Io sono davvero Cheer-Chao! 「私はやっぱりチアっちゃお！」 - Watashi wa yappari chiatchao!                                                               | 16 agosto 2020    |         |
| 17                            | Il terribile pomodoro ciliegiaman 「恐怖のプチトマトマン」 - Kyōfu no puchitomatoman                                                                     | 23 agosto 2020    |         |
| 18                            | Non andate sul promontorio 「岬に行ってはいけないよ」 - Misaki ni itte wa ikenai yo                                                                      | 30 agosto 2020    |         |
| 19                            | Il compleanno di Yume durante il campo di addestramento 「お誕生日ゆめちゃん合宿中」 - O tanjōbi Yume-chan gasshuku-chū                                  | 6 settembre 2020  |         |
| 20                            | Bonjour! Rei 「ボンジュール！れいくん」 - Bonjūru! Rei-kun                                                                                               | 13 settembre 2020 |         |
| 21                            | La Yume Synchro di Kanta e Kenta 「寛太と健太のユメシンクロ」 - Kanta to Kenta no Yumeshinkuro                                                           | 20 settembre 2020 |         |
| 22                            | Sugiyama☆Paradise 「スギヤマ☆パラダイス」 - Sugiyama☆Paradaisu                                                                                           | 27 settembre 2020 |         |
| 23                            | Il sogno di Hana 「はなちゃんの夢」 - Hana-chan no yume                                                                                                  | 4 ottobre 2020    |         |
| 24                            | Il festival culturale potenziato 「パワーアップな文化祭」 - Pawāappu na bunkasai                                                                         | 11 ottobre 2020   |         |
| 25                            | Tutte le Dreamy Mate riunite! 「ドリーミーメイトだよ全員集合！」 - Dorīmīmeito da yo zen'in shūgō!                                                       | 18 ottobre 2020   |         |
| 26                            | Il mio amico d'infanzia mi capisce? 「おさななじみにはわかるの？」 - Osananajimi ni wa wakaru no?                                                        | 25 ottobre 2020   |         |
| 27                            | Benvenuti! Nel castello al di sopra del cielo 「ようこそ！お空の上のお城へ」 - Yōkoso! O sora no ue no o shiro e                                         | 1º novembre 2020  |         |
| 28                            | Maira My Love ♥ 「まいらマイラブ♥」 - Maira mai rabu ♥                                                                                                   | 8 novembre 2020   |         |
| 29                            | La zucca spaventata 「こわがりのカボチャさん」 - Kowagari no kabocha-san                                                                                 | 15 novembre 2020  |         |
| 30                            | Yomy e Mucky 「ヨミーとムッキー」 - Yomī to Mukkī | 22 novembre 2020  |         |
| 31                            | L'emozionata Yume all'appuntamento 「デートでドキドキゆめちゃん」 - Dēto de dokidoki Yume-chan                                                           | 29 novembre 2020  |         |
| 32                            | Il loro compleanno è One One Uno-Cinque! 「誕生日はワンワンいちごー！」 - Tanjōbi wa wan wan ichi gō!                                                    | 6 dicembre 2020   |         |
| 33                            | Spero ti raggiunga, il Dreamy Charm 「届くといいな ドリーミーチャーム」 - Todoku to ii na Dorīmī Chāmu                                                   | 13 dicembre 2020  |         |
| 34                            | In fattoria con Maira 「まいらちゃんと牧場へ」 - Maira-chan to bokujō e                                                                                  | 20 dicembre 2020  |         |
| 35                            | Un desiderio sotto le stelle cadenti ☆ 「流れ星にお願い☆」 - Nagareboshi ni onegai ☆                                                                     | 27 dicembre 2020  |         |
| 36                            | Le vacanze invernali che rendono tutti felici! 「年末年始はみんなでハッピー！」 - Nenmatsu nenshi wa minna de happī!                                     | 10 gennaio 2021   |         |
| 37                            | Il segreto di Sugiyama 「杉山先輩のひみつ」 - Sugiyama-senpai no himitsu                                                                                 | 17 gennaio 2021   |         |
| 38                            | Non abbandonare Mew! 「みゅーちゃんを離さない！」 - Myū-chan wo hanasanai!                                                                               | 24 gennaio 2021   |         |
| 39                            | Rock Pebble & Stones 「ロック・ペブル＆ストーンズ」 - Rokku Peburu ando Sutōnzu                                                                          | 31 gennaio 2021   |         |
| 40                            | Pupazzo di neve, non scioglierti 「雪だるまさん溶けないで」 - Yukidaruma-san tokenaide                                                                   | 7 febbraio 2021   |         |
| 41                            | Distribuiamo dolcetti di San Valentino! 「バレンタイン和菓子配っちゃお！」 - Barentain wagashi kubatchao!                                                | 14 febbraio 2021  |         |
| 42                            | Un tesoro di pietra all'improvviso! 「おたから石は突然に！」 - Otakara ishi wa totsuzen ni!                                                              | 21 febbraio 2021  |         |
| 43                            | Facciamo il tifo per i senpai! 「先輩たちにチアっちゃお！」 - Senpai-tachi ni chiatchao!                                                                 | 28 febbraio 2021  |         |
| 44                            | Akki è tornato! 「アッキーが帰って来た！」 - Akkī ga kaettekita!                                                                                         | 7 marzo 2021      |         |
| 45                            | Era forse un castello da incubo? 「悪夢のお城だったかも？」 - Akumu no o-shiro datta ka mo?                                                              | 14 marzo 2021     |         |
| 46                            | Regina e regina 「女王さまと女王様」 - Joō-sama to joō-sama                                                                                              | 21 marzo 2021     |         |
| 47                            | Il sogno di Yume 「ゆめちゃんの夢」 - Yume-chan no yume                                                                                                  | 28 marzo 2021     |         |
| 48                            | Congratulazioni per il diploma di ammissione! 「卒業入学おめでとう！」 - Sotsugyō nyūgaku omedetō!                                                       | 4 aprile 2021     |         |
| Seconda stagione (50 episodi) | |                   |         |
| 1 (49)                        | Ho fatto la Yume Synchro! 「ユメシンクロできちゃった！」 - Yumeshinkuro dekichatta!                                                                      | 11 aprile 2021    |         |
| 2 (50)                        | Yuni lo affida al vento 「ゆにくんは風まかせ」 - Yuni-kun wa kaze makase                                                                                 | 18 aprile 2021    |         |
| 3 (51)                        | Happy birthday Tokiwa 「ハッピーバースデイときわちゃん」 - Happī bāsudei Tokiwa-chan                                                                     | 25 aprile 2021    |         |
| 4 (52)                        | Icchy&Naru sono qui! 「いっちー＆なるがやってきた！」 - Itchī ando Naru ga yattekita!                                                                    | 2 maggio 2021     |         |
| 5 (53)                        | Chia Babu♡ 「ちあちゃんばぶー♡」 - Chia-chan babū♡ | 9 maggio 2021     |         |
| 6 (54)                        | Un sacco di neonati 「赤ちゃんがいっぱい」 - Aka-chan ga ippai                                                                                           | 16 maggio 2021    |         |
| 7 (55)                        | Divertiamoci, Asahi 「たのしもうよ朝陽」 - Tanoshimō yo Asahi                                                                                            | 23 maggio 2021    |         |
| 8 (56)                        | La sfida a sasso-carta-forbici con Icchy&Naru! 「いちなると切り絵に挑戦！」 - Ichi Naru to kiri-e ni chōsen!                                             | 30 maggio 2021    |         |
| 9 (57)                        | Comparse al Grand Prix della risata! 「お笑いグランプリ出場するで！」 - Owarai Guran Puri shutsujō suru de!                                              | 6 giugno 2021     |         |
| 10 (58)                       | È divertente essere all’aperto! 「アウトドアって楽しい！」 - Autodoa tte tanoshī!                                                                        | 13 giugno 2021    |         |
| 11 (59)                       | Darò una festa, nyui! 「パーティやっちゃうにゅい！」 - Pāti yatchau nyui!                                                                                | 20 giugno 2021    |         |
| 12 (60)                       | La sfida di disegno con Icchy&Naru! 「いちなるとお絵描きに挑戦！」 - Ichi Naru to oekaki ni chōsen!                                                      | 27 giugno 2021    |         |
| 13 (61)                       | La via lattea è emozionante e luccicante! 「天の川はワクワクキラキラ！」 - Amanogawa wa wakuwaku kirakira!                                               | 4 luglio 2021     |         |
| 14 (62)                       | Il cielo è lo scenario splendente dei fuochi d'artificio 「お空がキラキラ花火大会」 - Osora ga kirakira hanabi taikai                                    | 11 luglio 2021    |         |
| 15 (63)                       | Una grande pulizia lucente e gioiosa! 「大そうじでピカピカハッピー！」 - Ōsōji de pikapika happī!                                                        | 18 luglio 2021    |         |
| 16 (64)                       | La sfida Cheerful con Icchy&Naru! 「いちなるとチアふるに挑戦！」 - Ichi Naru to chiafuru ni chōsen!                                                      | 25 luglio 2021    |         |
| 17 (65)                       | È passato molto tempo, Yuri 「お久しぶりです百合先輩」 - Ohisashiburi desu Yuri-senpai                                                                   | 1 agosto 2021     |         |
| 18 (66)                       | Mewkledreamy Mix con Icchy&Naru! 「いちなるとミュークルドリーミー みっくす！」 - Ichi Naru to Myūkurudorīmī Mikkusu!                                     | 8 agosto 2021     |         |
| 19 (67)                       | Anche quest'anno il compleanno di Yume durante il campo di addestramento 「今年もお誕生日ゆめちゃん合宿中」 - Kotoshi mo otanjōbi Yume-chan gasshuku-chū | 15 agosto 2021    |         |
| 20 (68)                       | La sfida di modellamento della creta con Icchy&Naru! 「いちなると粘土細工に挑戦！」 - Ichi Naru to nendozaiku ni chōsen!                                 | 22 agosto 2021    |         |
| 21 (69)                       | Anche a me piacerebbe farti un regalo 「僕もプレゼントあげたいなぁ」 - Boku mo purezento agetai nā                                                       | 29 agosto 2021    |         |
| 22 (70)                       | La gara di dolci della città Ichigo 「一五町スウィーツコンテスト」 - Ichigochō suwītsu kontesuto                                                         | 5 settembre 2021  |         |
| 23 (71)                       | Donshagaran sulle rive del fiume! 「川のほとりでドンシャガラン！」 - Kawa no hotori de donshagaran!                                                      | 12 settembre 2021 |         |
| 24 (72)                       | La stanza segreta al di sopra del cielo 「お空の上のヒミツのお部屋」 - Osora no ue no himitsu no oheya                                                   | 19 settembre 2021 |         |
| 25 (73)                       | La sfida robot AI con Icchy&Naru! 「いちなるとAIロボに挑戦！」 - Ichi Naru to ēai robo ni chōsen!                                                        | 26 settembre 2021 |         |
| 26 (74)                       | Prego accettalo, Akumu 「アクムーちゃんにどうじょ〜」 - Akumū-chan ni dōjo                                                                               | 3 ottobre 2021    |         |
| 27 (75)                       | Anche Sports Land è dreamy 「スポーツランドもドリーミー」 - Supōtsu Rando mo dorīmī                                                                      | 10 ottobre 2021   |         |
| 28 (76)                       | Kyoto My Love♥ 「京都でマイラブ♥」 - Kyōto de mai rabu♥                                                                                                  | 17 ottobre 2021   |         |
| 29 (77)                       | Cattivo cattivo Halloween Akumu! 「あくあくハロウィンあっくむー！」 - Aku aku harowin Akumū!                                                             | 24 ottobre 2021   |         |
| 30 (78)                       | La sfida della banana con Icchy&Naru! 「いちなるとバナナに挑戦！」 - Ichi Naru to banana ni chōsen!                                                      | 31 ottobre 2021   |         |
| 31 (79)                       | Apopopon nella terra delle risate 「お笑いランドであぼぼのぼん」 - Owarai rando de abobo no bon                                                          | 7 novembre 2021   |         |
| 32 (80)                       | Il doppio One One Uno-Cinque di quest'anno 「今年はダブルでワンワンいちごー」 - Kotoshi wa Daburu de Wan Wan Ichigō                                      | 14 novembre 2021  |         |
| 33 (81)                       | Il castello Bonjour sta luccicando 「ボンジュール城はキラキラさぁ」 - Bonjūru-jō wa kirakira sā                                                          | 21 novembre 2021  |         |
| 34 (82)                       | La sfida Senryū con Icchy&Naru! 「いちなると川柳に挑戦！」 - Ichi Naru to Senryū ni Chōsen!                                                              | 28 novembre 2021  |         |
| 35 (83)                       | La meravigliosa terra degli occhiali di Suu 「すうちゃんのステキメガネランド」 - Sū-chan no suteki megane rando                                          | 5 dicembre 2021   |         |
| 36 (84)                       | Non buttare la spazzatura 「ゴミゴミゴミーンと捨てないで」 - Gomi gomi gomīn to sutenai de                                                               | 12 dicembre 2021  |         |
| 37 (85)                       | Un sacco di Babbi Natale! 「サンタさんがい～っぱい！」 - Santa-san ga i～ppai!                                                                           | 19 dicembre 2021  |         |
| 38 (86)                       | La sfida di produzione "Karuta" con Icchy&Naru! 「いちなると「かるた」作りに挑戦！」 - Ichi Naru to "Karuta" tsukuri ni chōsen!                          | 26 dicembre 2021  |         |
| 39 (87)                       | Ho una cosa importante da dire! 「大事なこと言っちゃいま～す！」 - Daiji na koto itchaima～su!                                                           | 9 gennaio 2022    |         |
| 40 (88)                       | La sfida "Miracle" con Icchy&Naru! 「いちなると「ミラクル」に挑戦！」 - Ichi Naru to "Mirakuru" ni chōsen!                                               | 16 gennaio 2022   |         |
| 41 (89)                       | Proteggiamo tutti la principessa! 「みんなでプリンセス守っちゃお！」 - Minna de purinsesu mamotchao!                                                     | 23 gennaio 2022   |         |
| 42 (90)                       | La sfida "Kotokoto" con Icchy&Naru! 「いちなると「コトコト」に挑戦！」 - Ichi Naru to "Kotokoto" ni chōsen!                                              | 30 gennaio 2022   |         |
| 43 (91)                       | Saremo rimpiazzati, nyui! 「入れ替え作戦やっちゃうにゅい！」 - Irekae sakusen yatchau nyui!                                                              | 6 febbraio 2022   |         |
| 44 (92)                       | Anche Akumu a San Velentino 「アクムーちゃんもバレンタイン」 - Akumū-chan mo barentain                                                                   | 13 febbraio 2022  |         |
| 45 (93)                       | Noi siamo i Saint Charles! 「ボクたちサンシャルルです！」 - Bokutachi San Sharuru desu!                                                                  | 20 febbraio 2022  |         |
| 46 (94)                       | La sfida "Mew" con Icchy&Naru? 「いちなるが「みゅーちゃん」と挑戦？」 - Ichi Naru ga "Myū-chan" to chōsen?                                               | 27 febbraio 2022  |         |
| 47 (95)                       | Ho trovato un Dreamy Partner! 「ドリームパートナー見いつけた！」 - Dorīmu Pātonā Miitsuketa!                                                             | 6 marzo 2022      |         |
| 48 (96)                       | Tutte e tre le principesse~ 「三人そろってプリンセス〜」 - Sannin sorotte purinsesu〜                                                                    | 13 marzo 2022     |         |
| 49 (97)                       | Un sacco di emozione e luce! 「わくわくキラキラがいっぱい！」 - Wakuwaku kirakira ga ippai!                                                              | 20 marzo 2022     |         |
| 50 (98)                       | Sta arrivando sicuramente arriva~ 「くるくるきっとくる～」 - Kuru kuru kitto kuru～                                                                      | 27 marzo 2022     |         |

### Colonna sonora
Sigle di apertura
- Mirai kurukuru yume kururu! (ミライくるくるユメくるる！?), di Maria Sawada[9] (ep. 1-48)
- Hurray! Hurray! Dreamy Jump (フレー！フレー！ドリーミージャンプ?), di Icchy&Naru[10] (ep. 49-98)

Sigle di chiusura
- Tokimeki Collector (トキメキコレクター?), di Maria Sawada[9] (ep. 1-48)
- Daisuki sekai (ダイスキセカイ?), di Icchy&Naru[10] (ep. 49-98)